# Paula England
Paula S. England (* 1949 in Rapid City) ist eine US-amerikanische Soziologin, die 2015 als 106. Präsidentin der American Sociological Association (ASA) amtierte. Sie ist Silver Professor of Arts and Science an der New York University. Ihr Arbeitsschwerpunkt sind die Gender Studies.
Obwohl in South Dakota geboren, wuchs Paula England in Minneapolis, Minnesota, auf, wo sie Grammar School und High School besuchte. Ihren Bachelor-Abschluss in Soziologie und Psychologie machte sie 1971 am  Whitman College in Walla Walla (Washington). Das Master-Examen für Sozialwissenschaften folgte 1972 an der University of Chicago, ebendort wurde England 1975 zur Ph.D. im Fach Soziologie promoviert. Direkt danach war sie für fünf Jahre Assistant Professor, dann von 1980 bis 1988 Associate Professor und schließlich 1988/89 Full Professor an der University of Texas at Dallas. Es folgten Professuren an der University of Arizona (1990 bis 1999), der University of Pennsylvania (1999 bis 2001), der Northwestern University (2002 bis 2004), der Stanford University (2004 bis 2011) und der New York University (seit 2011).
2018 wurde England in die National Academy of Sciences, 2023 in die American Academy of Arts and Sciences gewählt.

## Schriften (Auswahl)
- Mit Teresa Gardner: How advertisers portray men and women. The reality gap and its social consequences. Center for Business and Social Policy, The University of Texas at Dallas, Richardson 1982.
- Mit George Farkas: Households, employment, and gender. A social, economic, and demographic view. Aldine Pub. Co., New York 1986, ISBN 0202303225
- Comparable worth. Theories and evidence. Aldine de Gruyter, New York 1992, ISBN 0202303489.
- Als Herausgeberin: Theory on gender/feminism on theory. Aldine de Gruyter, New York 1993, ISBN 020230437X.
- Herausgeberin mit Kathryn Edin: Unmarried couples with children. Russell Sage Foundation, New York 207, ISBN 9780871542854.
- Herausgeberin mit Marcia J. Carlson: Social class and changing families in an unequal America. Stanford University Press, Stanford 2011, ISBN 9780804770880.